# Circle of the Oath
Circle of the Oath petnaesti je studijski album njemačkog heavy metal gitarista Axela Rudija Pella. Diskografska kuća Steamhammer/SPV objavila ga je 23. ožujka 2012. Posljednji je album na kojem bubnjeve svirao je Mike Terrana.

## Popis pjesama
Tekstovi i glazba: Axel Rudi Pell. 
| 1.    | »The Guillotine Suite« (instrumentalna skladba)    | 1:51 |
| 2.    | »Ghost in the Black«                               | 4:37 |
| 3.    | »Run with the Wind«                                | 4:43 |
| 4.    | »Before I Die«                                     | 4:30 |
| 5.    | »Circle of the Oath«                               | 9:20 |
| 6.    | »Fortunes of War«                                  | 5:19 |
| 7.    | »Brides to Nowhere«                                | 7:11 |
| 8.    | »Lived Our Lives Before«                           | 6:31 |
| 9.    | »Hold On to Your Dreams«                           | 5:48 |
| 10.   | »World of Confusion (The Masquerade Ball Part II)« | 9:22 |
| 59:12 |                                                    |      |

## Zasluge
Axel Rudi Pell
- Volker Krawczak – bas-gitara
- Axel Rudi Pell – gitara, produkcija
- Mike Terrana – bubnjevi
- Ferdy Doernberg – klavijature
- Johnny Gioeli – vokal

Ostalo osoblje
- Charlie Bauerfeind – produkcija, inženjer zvuka, miks
- Ulf Horbelt – mastering
- Martin McKenna – naslovnica albuma
- Kai Hoffmann – dizajn
- Stefan Glas – fotografije
- Brigit Schlag – fotografije